# 김해병서
김해병서(金海兵書)는, 전근대 한국에 존재했던 군사 서적이다.

## 개요
《김해병서》는 한국의 《고려사》 병지에 고려 정종(靖宗) 6년(1040년) 8월에 서북로병마사(西北路兵馬使)가 “김해병서는 군사 책략의 요결(要訣)이오니, 청하건대 연변(沿邊)의 주진(州鎭)에 각각 1권씩 하사하기 바랍니다.”라고 아뢰어 이를 따랐다는 기록에서 처음 등장한다. 이후 기록에는 등장하지 않아 실전된 것으로 보인다. 

## 저자에 대하여
《김해병서》의 저자에 대해서는 고구려 말기의 권신이자 무장이었던 연개소문을 지목하는 설이 단재 신채호에 의하여 처음으로 제기되었다. 그는 1931년 조선일보에 연재했던 조선상고사에서 "나는 20년 전에 서울 명동에서 노상운(盧象雲) 선생이란 노인을 만났는데, 그는 '연개소문은 자(字)가 김해(金海)이며 병법 분야에서는 예나 지금을 통틀어 최고다. 그가 지은 《김해병서》는 송도(松都) 시대에 왕이 각 지역에 병마절도사를 임명할 때마다 한 벌씩 하사하던 책이었다. 이 병서는 지금 존재하지 않는다. 연개소문이 그 병법으로 당나라의 이정(李靖)을 가르쳤고, 이정은 당나라 최고의 명장(名將)이 되었으며, 그 이정이 쓴 《이위공병법》(李衛公兵法)은 무경칠서(武經七書)의 하나로 꼽힌다. 《이위공병법》의 원본에는 연개소문에게 병법을 배운 이야기가 자세히 쓰여 있을 뿐만 아니라 연개소문을 숭앙(崇仰)하는 구절의 말들이 많다. 당ㆍ송 사람들이 연개소문 같은 외국인을 스승으로 섬기고 병법을 배워 명장이 되는 것은 실로 중국의 큰 수치라고 여겨 드디어 그 병법을 없애버렸다'라고 하였다"며 "노 선생이 이런 이야기를 어디에서 들어 알게 되었는지 내가 당시 사학(史學)에 어두워서 자세히 물어보지는 못하였다"라고 언급하고 있다. 또 만주 지역에 고적과 전설이 많이 남아있으므로 후일 혹시 연개소문의 기념비를 발견하여 그에 대한 기록을 변증(辨證)하고 누락된 기록을 보충하고 싶다는 소회를 적어놓기도 했다. 이후 한국에서는 《김해병서》가 한국 고유의 병법 서적이며 그 저자를 연개소문으로 보는 견해가 널리 퍼져 왔다. 
이정의 《이위공문대》에는 도입부에서 당 태종이 이정에게 신라 공격을 중지하라는 당 태종의 명령을 듣지 않는 고구려의 연개소문을 정벌하려고 하는데 어떻게 생각하느냐고 묻고, 이정은 "신이 알기로는 연개소문은 스스로 병법에 능하다 자부하고 있다"고 대답하며 자신에게 3만 군사를 내어 준다면 고구려를 정복할 수 있다고 대답하고 그 구체적인 계획에 대해 서술하는 것으로 시작하고 있어, 연개소문에게 병법을 배웠다는 이야기는 적혀 있지 않다. 《태평광기》에 실려 있는 수말당초를 배경으로 하는 전기소설 '규염객전'(虯髥客傳)의 주인공 규염(虯髥)을 단재 신채호는 연개소문으로 비정하였고 그가 젊은 시절 중국 지역을 염탐하면서 사용하였던 이름이 규염이라고 주장하였는데, 《태평광기》 말미에는 '어떤 사람은 또 말하기를'이라고 하여 "이 위공의 병법은 규염으로부터 배운 것이다"라고 끝맺고 있어, 규염을 연개소문으로 보았던 단재나 단재에게 관련 이야기를 들려 준 노상운 선생이라는 노인 둘 중 한 명이 규염객전과 《이위공문대》를 혼동하고 "이정이 연개소문으로부터 병법을 배웠다"는 주장을 한 것으로 보인다. 연개소문의 자가 김해였다는 것도 확증할 증거가 없다.
한국 육군사관학교 군사사학과 이상훈 교수는 《김해병서》에 대하여 다음과 같은 견해를 제시하였다. 우선 7세기 중국의 《수서》(隋書) 권78에 실린 수 양제 때의 학자 소길(蕭吉, ? ~ 501)의 열전에서 그의 저술로 《오행대의》(五行大義)와 《김해》(金海) 30권, 《상경요록》(相經要錄) 1권, 《택경》(宅經) 8권, 《장경》(葬經) 6권 등을 들고 있는데, 이 《김해》는 《구당서》(舊唐書, 10세기 편찬) 권47 병서류(兵書類) 및 《신당서》(新唐書, 11세기 편찬) 권59 병서류에 모두 '병서' 즉 군사학 서적으로 분류되어 있고 소길의 저술로 전47권이라고 되어 있어 병서임이 틀림없다. 헤이안 시대 초기 일본의 학자 후지와라노 스케요(藤原佐世, 847~898)가 쓴 《일본국현재서목록》(日本國見在書目錄) '병가(兵家)' 항목에도 《김해》(여기서는 37권)라는 제목으로 '병가' 즉 군사학으로 분류되는 서적의 제목이 언급되며 그 저자를 수나라의 소길로 지목하고 있다. 이상훈은 이 소길의 저술 《김해》가 중국과 일본, 그리고 고려에까지 전해져서 《김해병서》라는 이름으로 《고려사》에 등장하게 된 것으로 보고 있다.